# Ros Casares Valencia
Ros Casares Valencia was een professioneel damesbasketbalteam in Valencia, Spanje. Het team speelt in de Liga Femenina de Baloncesto de España van de Spaanse competitie en de EuroLeague Women.

## Geschiedenis
De club werd opgericht in 1996 als Popular Bàsquet Godella, nadat het de rechten van de vroegere club Godella Bàsquet Club had gekregen. In 1996 worden de rechten van het eerste team verkocht aan Pool Getafe, maar de lagere teams worden achtergelaten in Godella. In 1998 werd bouwbedrijf Ros Casares eigenaar van de club. In 2001 en in 2002 werd de club landskampioen van Spanje. Ook wonnen ze hun eerste Copa de la Reina de Baloncesto en maakte ze hun debuut in de EuroLeague Women. Vanaf 2007 won de club vier keer de dubbel en verloren ze twee keer de finale van de EuroLeague Women. Ze verloren twee keer van Sparta&K Oblast Moskou Vidnoje uit Rusland. Na een tegenvallend seizoen 2010-11 waar Ros Casares de titel verloor aan Perfumerías Avenida en Rivas Ecópolis wonnen ze de EuroLeague Women in 2012 door in de finale te winnen van Rivas Ecópolis uit Spanje met 65-52. Een jaar later maakte de club bekend dat ze gingen stoppen. Ze speelde nog een jaar op een lager niveau. In mei 2014 ging de club ermee akkoord dat alle teams samen gingen onder de vlag van Valencia BC.

## Sponsor namen
- Popular Bàsquet Godella
- Ros Casares Godella
- Ros Casares Valencia
- Ciudad Ros Casares Valencia
- Ros Casares Godella

## Erelijst
- EuroLeague Women: 2011-12: 1
- Spaanse landstitel: 2000-01, 2001-02, 2003-04, 2006-2007, 2007-08, 2008-09, 2009-10, 2011-12: 8
- Copa de la Reina de Baloncesto: 2001-02, 2002-03, 2003-04, 2006-07, 2007-08, 2008-09, 2009-10: 7
- Supercopa de España de Baloncesto Femenino: 2003, 2004, 2006, 2007, 2008, 2009: 6